# 王泰吉
王泰吉（1906年—1934年3月3日），字仲祥。陕西省临潼县北田镇尖角村人。中国共产党早期人物。

## 生平

### 早年
1912年，王泰吉入东举院同志小学读书，后又读私塾。1921年，考入西安省立第三中学。1924年春，共产党员魏野畴来到三中任教，王泰吉受到马克思列宁主义的熏陶。

### 入党从军
1924年5月，考入广州黄埔军校第一期，其间加入中国共产党，同年冬任国民革命军第二军胡景翼部学兵营排长。1926年春，任陕军甄寿珊部教导营学兵队队长、第一营营长。1928年4月，率该营官兵近300人起义，因寡不敌众而失败。他脱险后参加了渭华起义，任西北工农革命军参谋长。渭华起义失败后，王泰吉在河南进行秘密革命活动时被捕，其始终未暴露身份，后被时任南阳守备司令的杨虎城出面具保获释，并任其参谋。1930年，出任十七师补充旅副旅长兼参谋长，随杨虎城部参加中原大战。1931年，先后任新兵训练处处长、西安绥靖公署骑兵团团长兼西安城防司令职。
1933年7月21日，王泰吉率骑兵团在耀县起义，后根据中共陕西省委指示，骑兵团正式改编为西北民众抗日义勇军，王泰吉任总司令兼第三路总指挥，起义部队共约2000余人。后部队被打散，他率百余人突出重围到达照金革命根据地，与李妙斋、习仲勋领导的游击队会合。同年8月，中共陕甘边特委决定成立陕甘边红军临时总指挥部，王泰吉任总指挥，高岗为政委，刘志丹任参谋长。入秋后，他等率部在陕甘边境开展游击斗争，先攻取了枸邑县城，接着北进甘肃合水。11月，陕甘边红军临时总指挥部所属部队改编为中国工农红军第二十六军四十二师，王泰吉任师长，高岗任政委，刘志丹任参谋长，部队整编后进军南梁，创建了南梁根据地。

### 入狱被杀
1934年1月，王泰吉与警卫员化装去豫陕边做兵运工作，行经淳化县通润镇时，投宿其老相识、保安团团长马云从处，后遭出卖逮捕。
1934年2月，王泰吉被解押到西安杨虎城部所辖的西安绥靖公署军法处管押，南京政府令押赴南京处决。杨虎城解救未果，遂致电南京政府，称王是陕西人，此事应在陕西处理为宜。王泰吉在狱中写下了上万言的《困顿漫语》，大部已经丢失，在处决前夕又写了《绝命诗》、《绝命词》各一首。同年3月3日，王泰吉在西安绥靖公署军法处被杀。

## 后事
1951年，西安当地政府在西安革命公园修建了王泰吉纪念亭、纪念碑。同年12月20日，毛泽东签发的革命军人牺牲家属光荣纪念证上写着：“王泰吉同志在革命斗争中光荣牺牲，丰功伟绩，永垂不朽！”

## 家庭
- 父王新斋(1882～1964)[13] ，辛亥革命时期的同盟会员、杨虎城的老友。
- 弟王泰诚（1911～1934），字笃僧[14]